# جود غاريت
جود غاريت (بالإنجليزية: Judd Garrett)‏ هو لاعب كرة قدم أمريكية أمريكي، ولد في 25 يونيو 1967 في بلدة أبينغتون ‏ في الولايات المتحدة.